# Колган Віктор Павлович
Колган Віктор Павлович (9 липня 1941, с. Стрільцівка, Міловський район, Луганська область, Українська РСР — 19 жовтня 2014, м. Хмельницький, Україна) — перший начальник Експертно-криміналістичного відділу кримінальної міліції Управління внутрішніх справ Хмельницької області, полковник міліції, доцент кафедри кримінального права та процесу Хмельницького університету управління та права імені Леоніда Юзькова, один із кращих експертів-криміналістів Радянського Союзу[на чию думку?].

## Біографія
Народився 9 липня 1941 року в селі Стрільцівка Міловського району Луганської області.
Закінчив 8 класів Калмиківської неповної середньої школи, згодом продовжив навчання в Новострільцівській середній школі.
1959 рік — став курсантом морехідної школи міста Жданова (нині Маріуполь) Донецької області. Після року навчання працював матросом I класу; згодом — котельним машиністом та механіком на торгових суднах Азовського управління Чорноморського державного морського пароплавства. Одночасно з роботою в морі продовжував заочне навчання у Ростовському морехідному училищі ім. Сєдова.
Звільнившись з флоту за станом здоров'я, працював монтажником-зварювальником ремонтно-монтажного цеху на Маріупольському металургійному комбінаті імені Ілліча.
1963 рік — будучи секретарем комсомольської організації комбінату, отримав пропозицію навчатися і направлення Донецького обласного комітету комсомолу в Донецьку середню спеціалізовану школу міліції.
1965 рік — закінчив Донецьку середню спеціалізовану школу міліції. Почав працювати в Маріупольському міському управлінні внутрішніх справ. Перебуваючи на посаді позаштатного завідувача кабінету криміналістики, вирішив пов'язати себе з професією експерта-криміналіста.
1972 рік — заочно закінчив Київську вищу школу МВС СРСР, паралельно працюючи на посадах експерта, старшого експерта.
1980 рік — з посади начальника Експертно-криміналістичного відділу УВС міста Маріуполя міністерством внутрішніх справ УРСР був відряджений в УВС Хмельницької області.
З грудня 1981 по серпень 1995 року — перший начальник Експертно-криміналістичного відділу, що був створений на підставі наказу МВС УРСР в УВС Хмельницької області про розділення оперативно-технічного відділу УВС на експертно-криміналістичний відділ та відділ зв'язку.
Під час його керівництва в ЕКВ УВС Хмельницької області започаткована й впроваджена в життя нова напівавтоматизована система дактилоскопічного пошуку «Слід». Поділитися напрацюваннями та запозичити досвід у цьому напрямку роботи до хмельничан приїжджали фахівці з усіх регіонів колишнього Радянського Союзу.
1992 рік — постраждав під час виконання службових обов'язків, близько двох років боровся за своє життя, за можливість ходити, за право працювати далі. Доля подарувала йому життя, але він більше не міг займатися улюбленою справою.
1995 рік — звільнений з органів внутрішніх справ на пенсію та у відставку з посади у званні полковника МВС України.
1995—2012 роки — доцент кафедри кримінального права та процесу, завідувач кабінету криміналістики Хмельницького університету управління та права. Навчальний заклад став останнім місцем роботи криміналіста Віктора Павловича Колгана, про якого й донині розповідають легенди слідчі, колеги та студенти, а його знання та досвід стали вагомим внеском у становлення юридичної освіти Хмельниччини.
Помер 19 жовтня 2014 року у віці 73 роки.

## Нагороди
За сумлінне виконання службових обов'язків Віктор Павлович Колган неодноразово був відзначений державними та відомчими нагородами, серед них:
- ювілейна медаль «50 років Радянської міліції» (1967)
- нагрудний знак «Відмінник міліції» (1968)
- медаль «За бездоганну службу ІІІ ступеня» (1973)
- медаль «За бездоганну службу ІІ ступеня» (1978)
- нагрудний знак «За відмінну службу в ВМС» (1989)
- медаль «Ветеран праці» (1990)

## Пам'ять
Станом на сьогодні, на базі Хмельницького університету управління права імені Леоніда Юзькова є кабінет-музей криміналістики імені Віктора Павловича Колгана.